# Köszmétearaszoló
A köszmétearaszoló (Abraxas grossulariata) a rovarok (Insecta) osztályának lepkék (Lepidoptera) rendjébe, ezen belül a valódi lepkék (Glossata) alrendjébe és az araszolók (Geometridae) családjába tartozó faj.
Nemének a típusfaja.

## Előfordulása
A pöszmétearaszoló előfordulási területe Eurázsia és Észak-Amerika északibb térségei.

## Alfajai
- Abraxas grossulariata grossulariata
- Abraxas grossulariata karafutonis Matsumura, 1925 - Szahalin
- Abraxas grossulariata conspurcata Butler, 1878 - Japán
- Abraxas grossulariata dsungarica Wehrli, 1939  - Dzsungária

## Megjelenése
Az elülső szárnyának hossza 18-25 milliméter. Az imágó szárnyainak alapszíne, fehér; ezen 5-6 darab, fekete pontokból és sávokból álló keresztsávozás van; az első két és az utolsó két fekete sorok között sárga keresztsávok is láthatók. A rovar teste is sárga, fekete foltozással. A hernyó színezete igen hasonlít az imágóéra.

## Életmódja
Amint neve is utal rá, a fő gazdanövénye az egres (Ribes uva-crispa). De emellett a következő növények is megfelelnek: vörös ribiszke (Ribes rubrum), fekete ribiszke (Ribes nigrum), kökény (Prunus spinosa), galagonya (Crataegus), mogyoró (Corylus), közönséges kecskerágó (Euonymus europaeus) és fűz (Salix).

## Képek

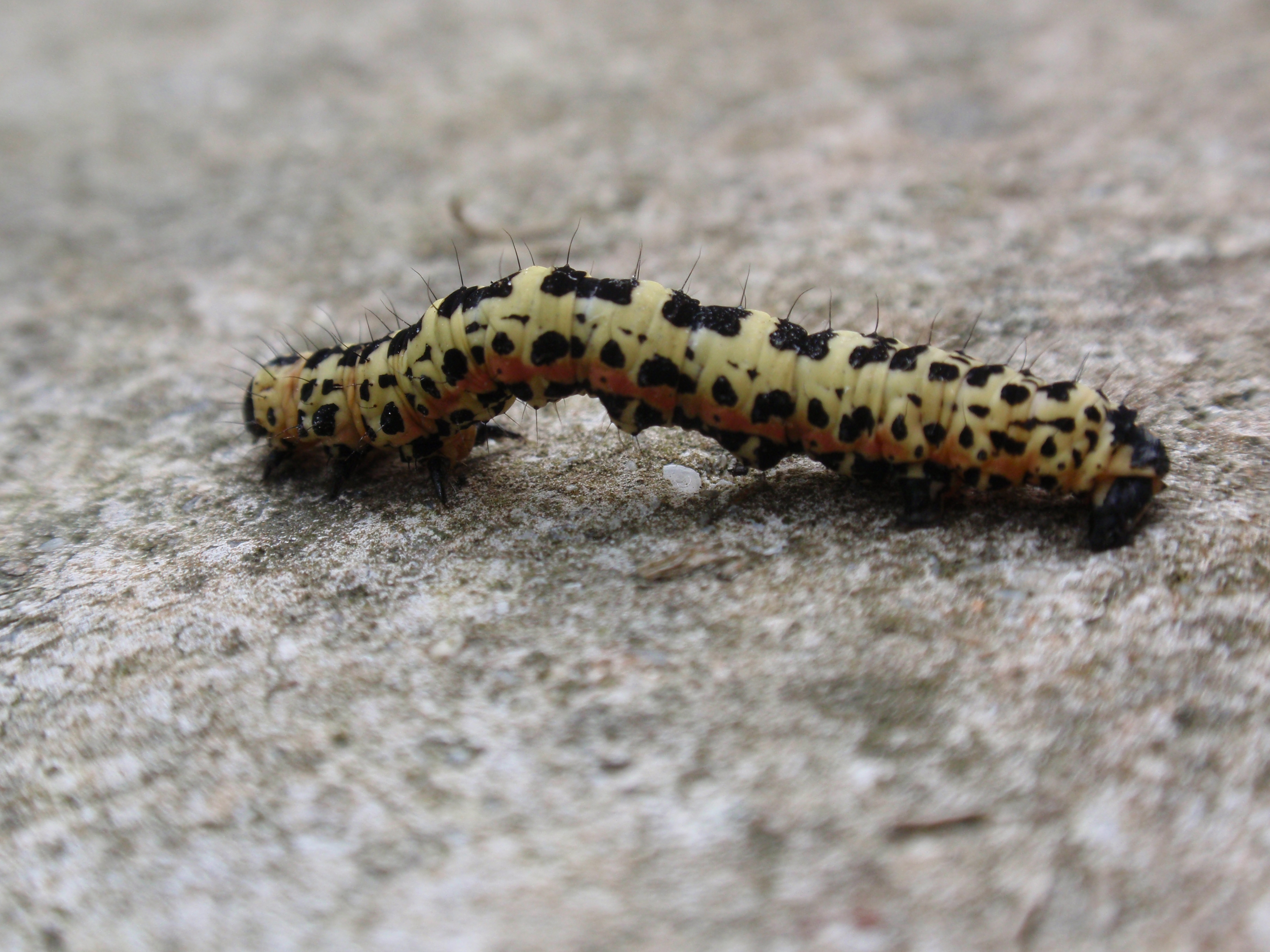
Hernyó
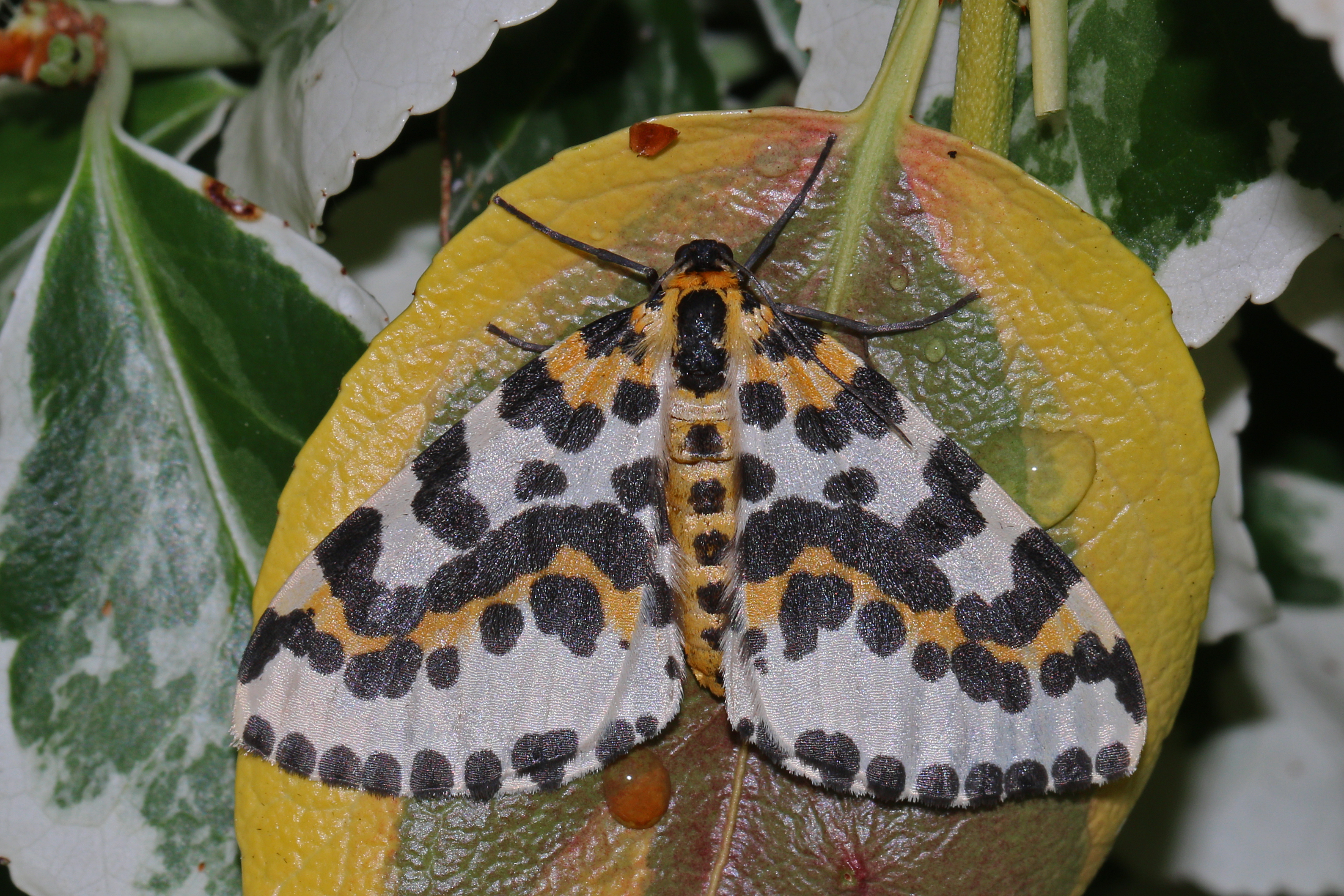
Imágók
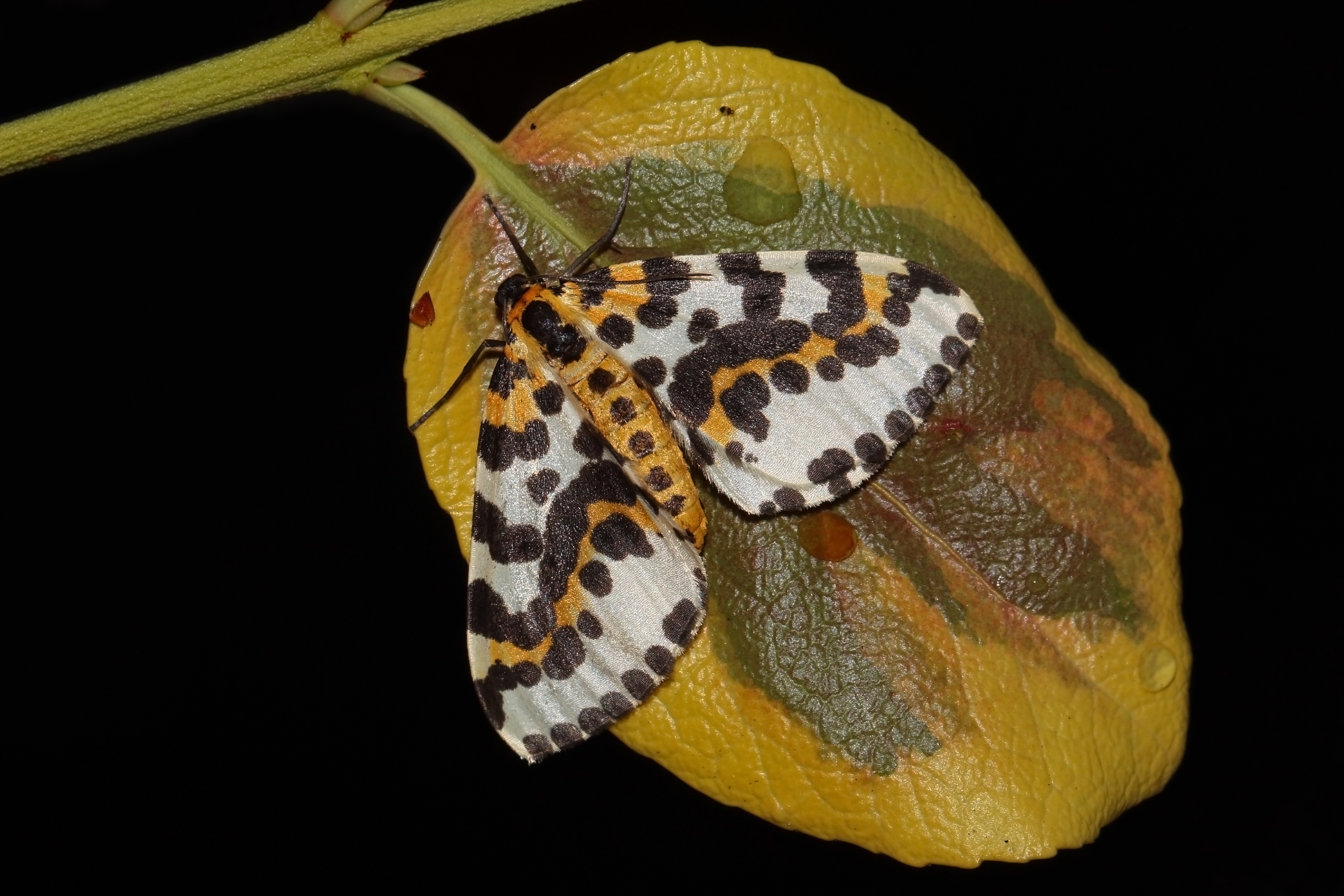
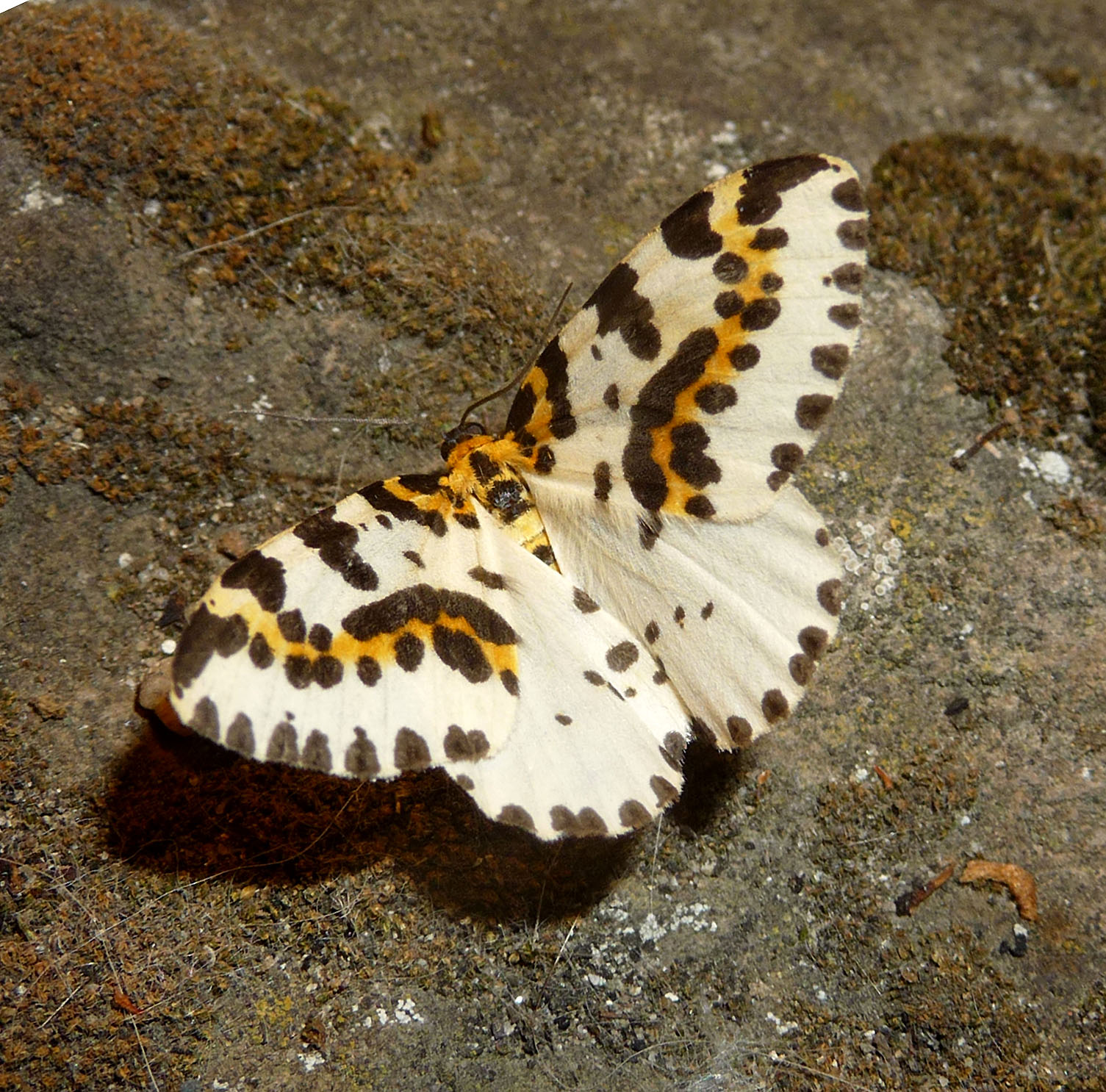
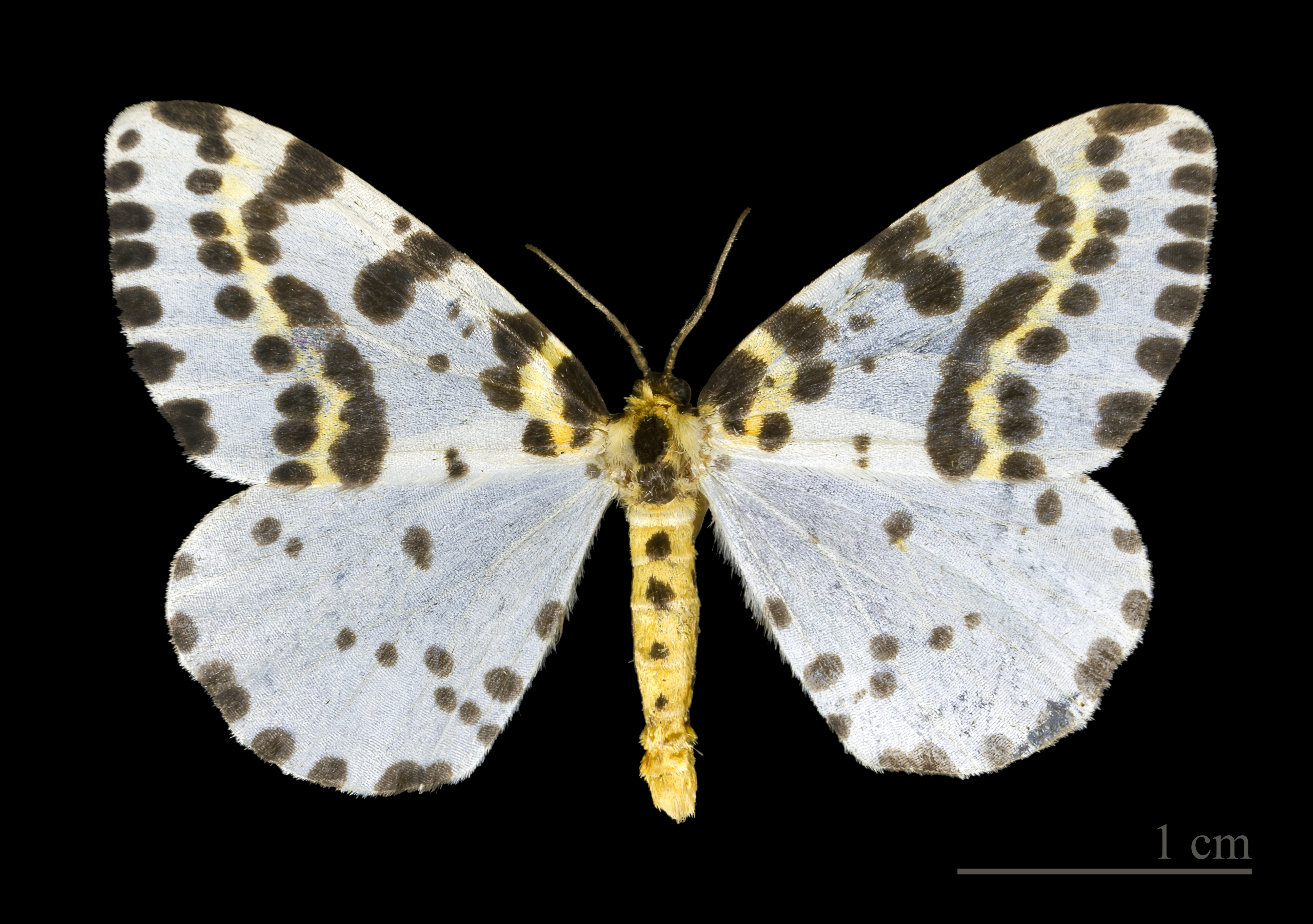
Gyűjteményben

### Fordítás
- Ez a szócikk részben vagy egészben  az   Abraxas grossulariata című angol Wikipédia-szócikk ezen változatának fordításán alapul.  Az eredeti cikk szerkesztőit annak laptörténete sorolja fel. Ez a jelzés csupán a megfogalmazás eredetét és a szerzői jogokat jelzi, nem szolgál a cikkben szereplő információk forrásmegjelöléseként.